# 모전천

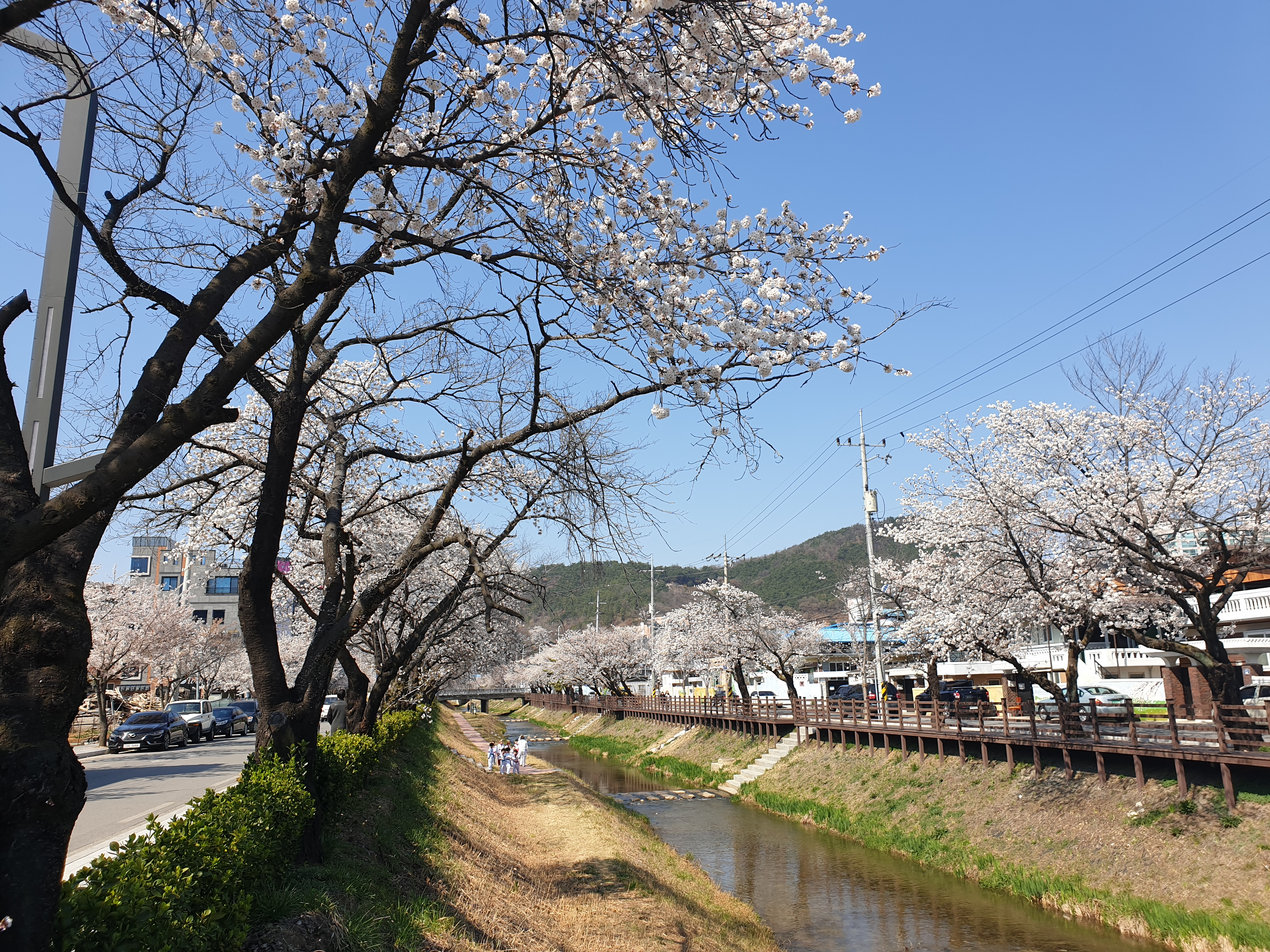
문경시 모전천 벚꽃

모전천은 경상북도 문경시 공평동에서 발원해 모전동, 윤직동을 거쳐, 상주시 함창읍 덕동리에서 영강과 합류하는 하천이다.